# Michel Vermeulin
Michel Vermeulin (Montreuil, 6 september 1934) is een Frans voormalig wielrenner.
Vermeulin won tijdens de Olympische Zomerspelen 1956 de gouden medaille met de ploeg en de zilveren medaille op de ploegenachtervolging op de baan.

## Erelijst
- 1956  landenwedstrijd wegrit
- 1956  ploegenachtervolging
- 1956 12e wegrit

1912: Friborg, Malm, Persson, Lönn ·
1920: Souchard, Canteloube, Detreille, Gobillot ·
1924: Blanchonnet, Hamel, Wambst ·
1928: Hansen, Nielsen, Jørgensen ·
1932: Pavesi, Segato, Olmo ·
1936: Charpentier, Lapébie, Dorgebray ·
1948: Wouters, De Lathouwer, Van Roosbroeck ·
1952: Noyelle, Grondelaers, Victor ·
1956: Geyre, Moucheraud, Vermeulin